# کاخ چرخاب
کاخ چرخاب اثری باستانی از دوره هخامنشیان در یک کیلومتری جنوب غرب برازجان و ۶۵ کیلومتری شهر بوشهر است. کاخ چرخاب از کاخ‌های زمستانی کوروش بزرگ بوده‌است و همراه کاخ سنگ سیاه و کاخ بردک سیاه کاخ‌های سه‌گانهٔ هخامنشی این منطقه را تشکیل می‌دهند. این کاخ در ابعادی در حدود ۴۵ در ۳۵ متر، با ۳ درگاه و ۱۲ ستون در دو ردیف شش تایی توسط معماران عصر هخامنشی احداث  شده است.پایه ستون ها چهارگوش و سیاه و سفید هستند با شالی گرد و سیاه.نگاره های تمام و نیمه تمام از جمله نقش لوتوس در دیوارها یافت شده است .معادن استخراج سنگ‌های این بناها عمدتاً محلی تشخیص داده ‌شده‌اند؛ با این‌حال، در استان بوشهر از دو معدن باستانی «پوزه‌پلنگی راهدار» و «تنگ‌گیر برازجان» می‌توان نام‌برد که از معدن پوزه‌پلنگی بیشترین استخراج و به‌کارگیری سنگ‌های سفید کرم‌رنگ برای کاخ‌های منطقۀ برازجان به ثبت رسیده است. مهم‌ترین پرسش‌های پژوهش پیشِ‌رو عبارتنداز این‌که، ساختارشناسی و ارتباط میان سنگ‌های سیاه-خاکستری به‌کار رفته در معماری هخانشی کاخ‌های برازجان چیست؟ اما جهت ساختارشناسی سنگ‌ خاکستری-سیاه کاخ هخامنشی چرخاب برازجان، نمونه‌های این نوع سنگ از کاخ‌ چرخاب برداشت گردید که این نمونه‌ها با نمونه‌های سنگ خاکستری-سیاه کاخ‌های بردک‌سیاه و سنگ‌سیاه برازجان مورد مقایسه قرار گرفتند. با بررسی‌های پتروگرافی مقاطع نازک به‌دست‌آمده از کاخ‌ها و آنالیز شیمیاییXRD و XRF روند ساختارشناسی نمونه سنگ‌های خاکستری-سیاه کاخ‌های هخامنشی منطقۀ برازجان وارد مرحلۀ تازه‌ای گردید. نتایج مطالعات پتروگرافی حاکی از آن است که نمونه‌ سنگ‌های خاکستری-سیاه کاخ‌ چرخاب با نمونۀ کاخ سنگ‌سیاه و بردک‌سیاه با توجه به زمینۀ میکرواسپارایتی تا اسپارایتی و مقدار کم میکرایت، همچنین ساختار لایه‌لایه‌ای، با یکدیگر مطابقت دارند. همچنین ارزیابی نمونه‌های آنالیزی XRD و XRF این سنگ‌ها حاکی از آن است که نمونه‌های کاخ چرخاب و سنگ‌سیاه یکسان هستند. باتوجه به این‌که رد معدن‌کاری برای سنگ‌های خاکستری-سیاه در استان بوشهر تاکنون یافت نشده؛ بنابراین می‌توان ادعا کرد که این سنگ‌ها از یک معدن غیرمحلی ناشناخته، استحصال و استخراج‌ شده‌اند.دیوارها ،دروازه ها با جرزهای بسیار بزرگ و سیاه در کنار بنا قرار دارد که لابد جابه جا شده اند.در این محوطه باستانی یک سازه آبی منحصر بفرد(چاه با دیواره های آجری زیبا) نیز پیدا شده است. این کاخ را که در فاصله ۷۰ کیلومتری خلیج فارس قرار دارد می توان به عنوان اصلی‌ترین سند معماری و سیاسی ایرانیان برای سیادت دریایی و حاکمیت بر خلیج فارس از دوران باستان تا عصر حاضر  معرفی کرد. در این محوطه باستانی یک لوح تاریخی به خط پارسی باستان در رابطه با کنترل هخامنشیان بر خلیج فارس کشف شده‌است.
در اطراف این اثر تاریخی فنس کشی انجام گرفته و جهت حفاظت از آفتاب و باران‌های شدید پاییزی منطقه، به وسیله ورقهای پلیتی تا حدودی مسقف شده‌است. با این حال در هنگام فصل پاییز و زمستان و بارش‌های شدید باران محوطه این کاخ به زیر سیل می‌رود و همین امر باعث آسیب به این اثر ارزشمند ملی شده‌است. .
باستان‌شناسان معتقدند کاخ چرخاب اثر ناقصی است که هرگز مسکونی نشد. ساخت این کاخ به فرمان کورش بزرگ آغاز شد و احتمالاً با مرگ او ناتمام ماند. بخشی از دروازه شاهی این کاخ که ناتمام مانده برخلاف تالار اصلی با لعابی از جنس سیلیس کف‌سازی شده‌است. ۱۰ پایه ستون کوچک در تالار اصلی کاخ پیدا شده‌است که شبیه پایه ستون‌های پاسارگاد هستند.

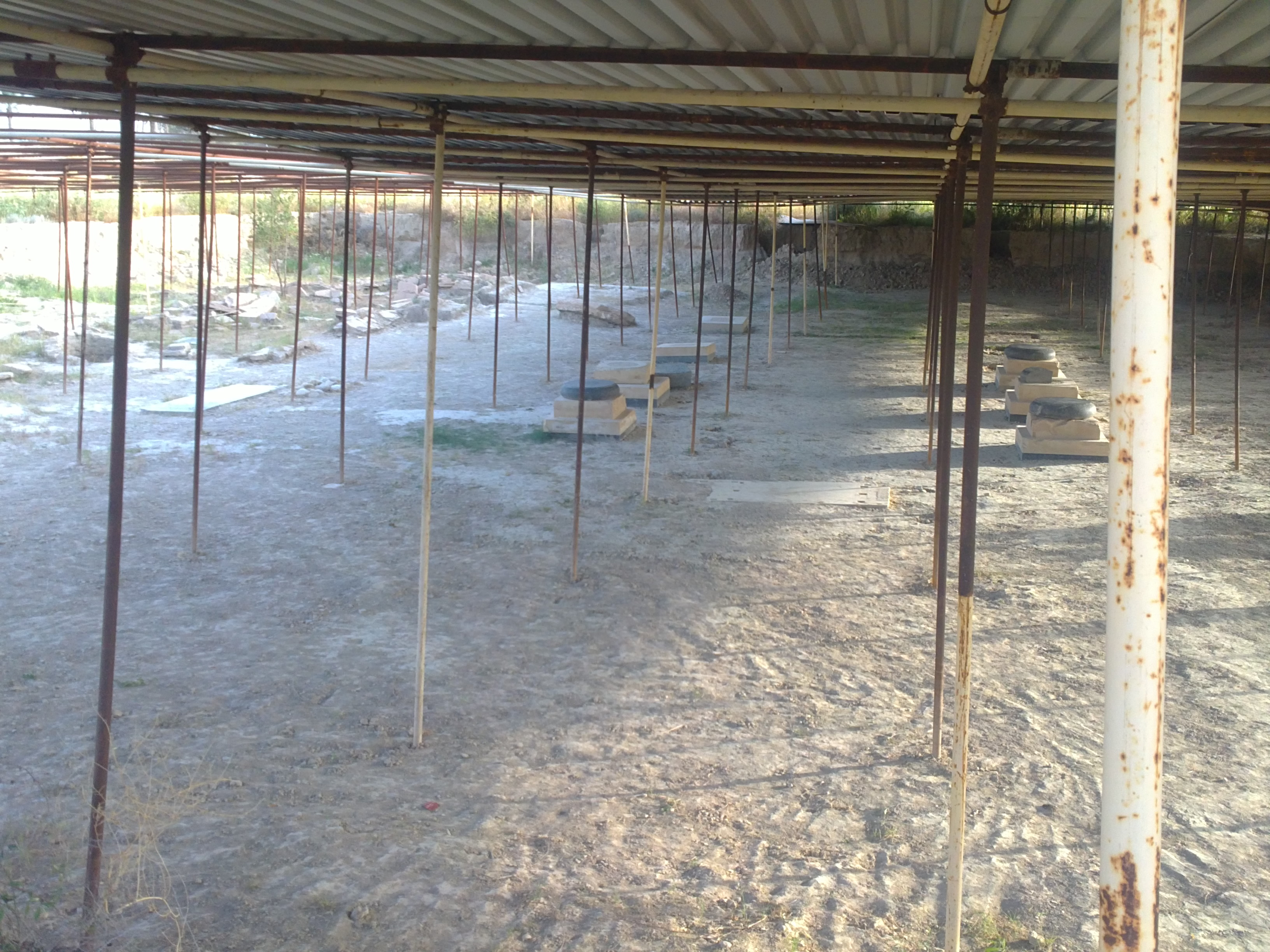
نمایی امروزی از محوطه باستانی کاخ هخامنشی چرخاب

کاخ هخامنشی چرخاب و شهر تائوکه{توکا} والترهینتس، ایران‌شناس آلمانی در کتاب خود به نام داریوش و ایرانیان (تاریخ فرهنگ و تمدن هخامنشیان)
دربارهٔ این کاخ می‌گوید: «در ماه مهٔ ۱۹۷۱ میلادی در اثر سیلی ناگهانی در نزدیکی برازجان امروزی در نخلستانی ستون پایه‌هایی از مرمر روشن و تیره به سطح زمین آمدند. باستان شناسان ایرانی به سرپرستی علی اکبر سرافراز بی‌درنگ ۱۲ ستون پایهٔ کاخ اختصاصیِ را از زیر خاک بیرون آوردند، که روزگاری بر رویشان ستون‌هایی چوبی قرار داشته‌اند. دیوارهای گلی کلفت و همچنین کفِ کاخ سفیدکاری شده بودند. استفاده از مرمر روشن و تیره و سطح چهارگوش نشان می‌دهند که این ساختمان از زیر خاک بیرون آمده، کار کوروش بزرگ است. استرابون جغرافیدان دوران باستان، از کاخ هخامنشی در تااوکه یاد می‌کند. این آبادی را که در الواح خزانهٔ دربار داریوش به صورت توکا آمده‌است، سِرماکس مالوان تیزبینانه با برازجان امروزی یکی دانسته است.»
این کاخ که در اواخر سلطنت کوروش ساخته شده، از نظر حجاری و هنر معماری آن، چنان‌که از پایه ستون‌ها و اشیاء کشف شده برمی آید، قدیمی تر از بنای هخامنشی پاسارگاد است. با کشف این کاخ، پرده از رازی بزرگ در تاریخ سیاسی ـ اجتماعی و هنر معماری عصرِ هخامنشیان برداشته شده‌است. وجود این کاخ در جلگهٔ برازجان که فاصلهٔ چندانی با خلیج فارس ندارد، نشان دهندهٔ سیادت ایرانیان در دریا و اثبات حاکمیت ایرانیان بر پهنهٔ نیلگون خلیج فارس می‌باشد. فاصلهٔ نزدیک این محوطه باستانی به تپهٔ باستانی «تُل مر» که باستان شناسان قدمت تاریخی آن را حتی تا دوران ایلامی می‌دانند؛ برخی از کارشناسان را بر این امر متقاعد کرده که فاصلهٔ سایت باستانی کاخ چرخاب تا تپهٔ باستانی تُل مر می‌تواند یک محوطه عظیم باستانی را در خود جای داده باشد. محوطه‌ای که اکنون پوشیده از نخلستان و زمین‌های کشاورزی می‌باشد. نکتهٔ دیگری که با کشف این کاخ، همهٔ کارشناسان و به خصوص معماران را به شگفتی واداشته‌است، هنر معماری به کار رفته در این کاخ است .اطراف شمال شرق منطقه‌ی چرخاب و کاخ زمستانی کوروش، ارتفاعات معروف به گیسکان وجود داشته و در بخش شمالی آن، رودخانه‌ی فصلی «آردو» یا «آردی» در جریان بوده است. به سبب موقعیت آب و هوایی منطقه در زمستان و وجود رودخانه‌ی آردو، کار کشاورزی به طور دیمی و آبی، به سهولت انجام می‌شد و در نتیجه منطقه‌ی چرخاب، مکانی سرسبز و خرم با تپه‌های مسکونی و نخلستان‌های بسیار و پر برکت بوده است. وجود تپه‌ی باستانی «تَل مُر» که یادگار اقتدار عیلامیان بود و مانند یک جایگاه دیدبانی مناسب بر سر راه برازجان به خلیج فارس قرار داشت، موقعیت مناسب کاخ را بیشتر نشان   می دهد. کوروش بزرگ دستور ساخت کاخی را داده بود که بتواند بر فراز بام آن، طلوع و غروب زیبای خورشید گرم و زندگی بخش خلیج فارس را به نظاره بنشیند.

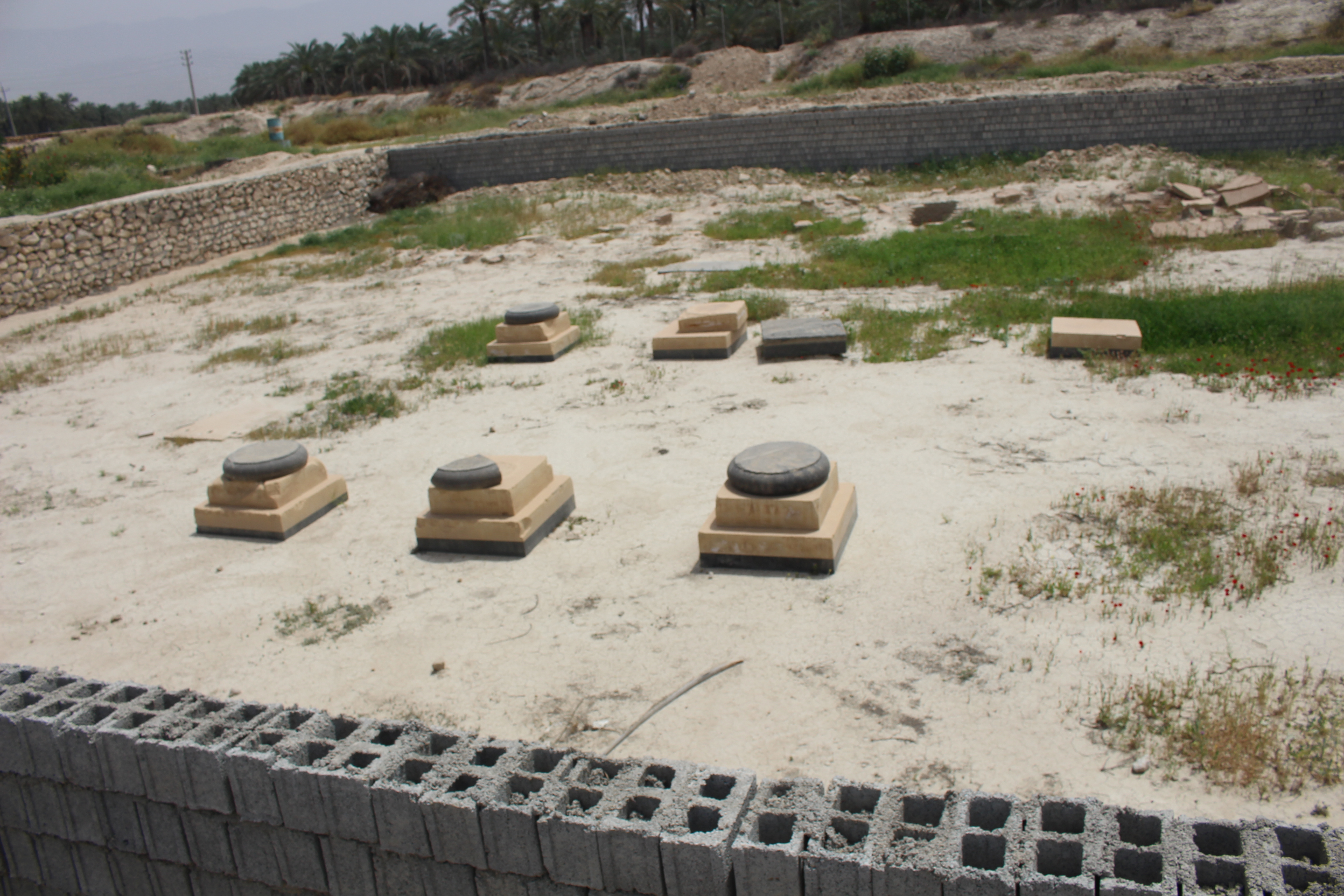
کاخ چرخاب

شگفتی‌های کاخ هخامنشی چرخاب«با ادامه برنامه‌های کاوش و پژوهش در کاخ هخامنشی چرخاب برازجان، کارشناسان موفق به کشف آجرهای دو لایه‌ای شدند که در برابر رطوبت ناشی از عوارض اقلیمی در مناطق ساحلی از مقاومت خوبی برخوردارند. با کشف سازه‌ها و آثار تازه‌ای در محوطهٔ باستانی چرخاب برازجان که اخیراً توجه بسیاری از کارشناسان باستان‌شناسی و معماری را به خود جلب کرده‌است، جزئیات تازه تری از سبک معماری ناشناخته عصرِ کوروش هخامنشی آشکار می‌شود. علی اکبر سرافراز سرپرست تیم کاوش در چرخاب برازجان دربارهٔ ویژگی آجرهای دو لایه و کاربرد آن در بنای مورد نظر گفت: این نوع آجرها، متشکل از محفظه‌هایی از گِل پخته با قطر ۱/۵ تا ۲ سانتی‌متر است که با مقادیر زیادی گِل فشرده خام انباشته شده‌است. به اعتقاد سرافراز، تکنیک ساخت این آجرها امروزه شگفتی باستان شناسان را برانگیخته است. وی گفت: نکته جالب توجه در تکنیک ساخت آجرهای دو لایه که توجه مهندسان و معماران عصر هخامنشی را موجب شده است، خواص شیمیایی خاک و بهره‌برداری هوشمندانه از آن برای ایجاد مقاومت مصالح در برابر عوارض طبیعی و اقلیمی منطقه است. به گفتهٔ سرپرست تیم کاوش در چرخاب برازجان، از آن جا که جلگهٔ برازجان به دلیل نزدیکی به دریا، منطقه‌ای مرطوب و پرباران است، معماران و سازندگان کاخ کوروش برای حذف رطوبت از مصالح و افزایش مقاومت مصالح در برابر فشار و رطوبت شدید منطقه که سبب متلاشی شدن تدریجی بنا می‌شده است، از خاصیت گل خام فشرده در محفظه‌ای از گِل پخته استفاده می‌کردند. این توده گِلی در برابر فشار، از سیمان هم مقاوم تر است. معماران هخامنشی همچنین برای ایجاد عایق رطوبتی و حذف compact پس از خشک شدن خاصیت کمپکت رطوبتی شدید اقلیمی در بنا، با روکش از گِل پخته یا آجر مصالحی می‌ساختند که دارای مقاومت بالا هم در برابر فشار و هم در برابر رطوبت بوده‌است. معماران کاخ کوروش در چرخاب برازجان، از این نوع آجر، عمدتاً در یک سازهٔ آبی که هنوز عملکرد آن برای کارشناسان مشخص نشده، استفاده کرده‌اند.»
معماران کاخ کوروش، ۲۵۰۰ سال پیش تکنولوژی تراش سنگ داشتند اتصال سنگ‌ها بدون استفاده از هر گونه ملاط، در معماری مدرن دنیا، تنها با کاربرد دستگاه‌های تراش صنعتی امکان‌پذیر است. صیقل سنگ‌های به کار رفته در ستون‌های کاخ کوروش هخامنشی در چرخاب برازجان، تنها با تکنولوژی پیشرفتهٔ تراش سنگ امکان‌پذیر است. به عقیدهٔ کارشناسان روش صیقل سنگ و اتصال آن‌ها و نحوهٔ استفاده از ترکیب رنگ، عایق بندی و مقاوم‌سازی در این سازهٔ هخامنشی، حتی در تخت جمشید و پاسارگاد هم مشاهده نشده‌است. بقایای کاخ کوروش هخامنشی، اگر چه اندک و محدود است، اما جایگاهی منحصر به فرد در تاریخ معماری ایران دارد.
«پژوهش‌های اخیر که طی سالیان قبل در محوطهٔ باستانی کاخ کوروش هخامنشی در چرخاب برازجان صورت گرفته‌است از نظر زیبایی‌شناسی و تکنیک پیشرفتهٔ معماری، علاوه بر باستان شناسان، متخصصان معماری را نیز به شگفتی واداشته‌است. یکی از این متخصصان، دکتر سید امیر منصوری متخصص معماری و استاد رشته معماری دانشگاه تهران است که دربارهٔ ویژگی‌های انحصاری این کاخ می‌گوید: «مهم‌ترین ویژگی این کاخ ساخت پایه ستون‌های سنگی مکعب شکلی است که به طریق دقیق و ظریفی تراش و صیقل داده شده؛ به گونه‌ای که در اتصال سنگ‌ها از هیچ نوع ملاط یا وسیلهٔ دیگر استفاده نشده است. وی می‌افزاید: نکتهٔ شگفت‌آور آنجاست که اتصال این سنگ‌ها با این روش بدون استفاده از هر گونه ملاط، امروزه در معماری مدرن دنیا، تنها با کاربرد دستگاه‌های مجهز تراش صنعتی امکان‌پذیر است و هنرمندان عصر کوروش هخامنشی چنان هنرمندانه و ظریف از عهدهٔ این کار برآمده‌اند، که گویی این ستون‌ها، نه قطعات به هم متصل شده‌ای از سنگ‌ها، بلکه قطعهٔ سنگی یکپارچه بوده‌اند. یک پرسش مهم اکنون فراروی پژوهش گران است که امکانات یا تکنیک خلق چنین آثاری در ۲۵۰۰ سال پیش چه بوده‌است. موضوع مهم دیگر در معماری و زیبایی‌شناسی در این کاخ، انتخاب و تنوع رنگ در ستون‌ها است که برای اولین بار در محوطه‌های سنگی هخامنشی دیده می‌شود. در دو اثر تخت جمشید و پاسارگاد، در تراش ستون‌ها، به رنگ سنگی که ستون از آن تراش خورده اکتفا شده است، در حالی که در کاخ کوروش هخامنشی، تکنیک صیقل و تراش سنگ‌ها این امکان را به هنرمند داده است که از سنگ‌هایی با دو رنگ متفاوتِ سیاه و سفید استفاده کند. مهم‌ترین ویژگی در تمام محوطه‌ها و کاخ‌های هخامنشی در این آثار، استفاده از سنگ است، اما کاخ کوروش هخامنشی در چرخاب برازجان تنها نمونهٔ از معماری این عصر است که در بنای آن، هم از سنگ استفاده شده‌است و هم از آجر. استفاده از لعاب سیلیس روی کف بنا، نیز از دیگر موضوع‌های جالب توجه در این کاخ است که به عنوان اندود کف به کار گرفته شده و از نظر رنگ و جنس و روش ساخت، موضوع قابل تأمل است.» بیان این نکات کافی است بدانیم که چه اثر فاخر و منحصر به فردی در این منطقه از ایران وجود دارد.
کشف سقف یکپارچه نانو تکنولوژی در کاخ کوروش آنچه در مورد اهمیت این اثر در حاشیه خلیج فارس نوشته شود، دال بر سیادت دریایی ایرانیان و سند مهم خلیج فارس است، مضافاً به این که شکوه و جلال و نقشه و پلان این قصر در این مکان، از ویژگی‌های خاصی برخوردار است که در سایر کاخ‌های هم‌زمان دیده نمی‌شود و این مهم را مخصوصاً در پوشش سقف سطح
۴۰*۱۰متری جنوبی کاخ بعینه می‌توان مشاهده کرد، که از بزرگترین ابتکارهای معماری و ابداع‌های ساختمانی در ۲۵۰۰ سال پیش است که ارزش معنوی آن پس از گذشت قرن‌ها اینک به صورت شفاف و مستند آشکار شده که از یک نوع نانو تکنولوژی خاصی برخوردار است و دنیای به اصطلاح مترقی و متمدن امروزی در پی‌ساخت و ساز آن است. ساختن بتن سبک برای پوشش سقف مسطح در ۲۵۰۰ سال پیش، یعنی امی باور نکردنی و معجزه‌آسا که آزمایش‌های لابراتوری به آن جواب مثبت داده و غرور و افتخار هر ایرانی را در معرفی آن برمی‌انگیزد و توجه به پیشینه تاریخی بسیار کهن برازجان را نزدیک می‌کند. در سقف این کاخ که خود، نمونه عجیب معماری و مهندسی است، توانسته‌اند یک سقف با طول ۴۰ متر و عرض ۱۰ متر به صورت یکپارچه و صاف با ضخامت حدوداً ۵۶ سانتیمتر بسازند. می‌توانیم این سقف را به‌عنوان یکی از عجایب جهان محسوب بنماییم.
ساخت بتن سبک ۲۵۰۰ سال پیش در ایران

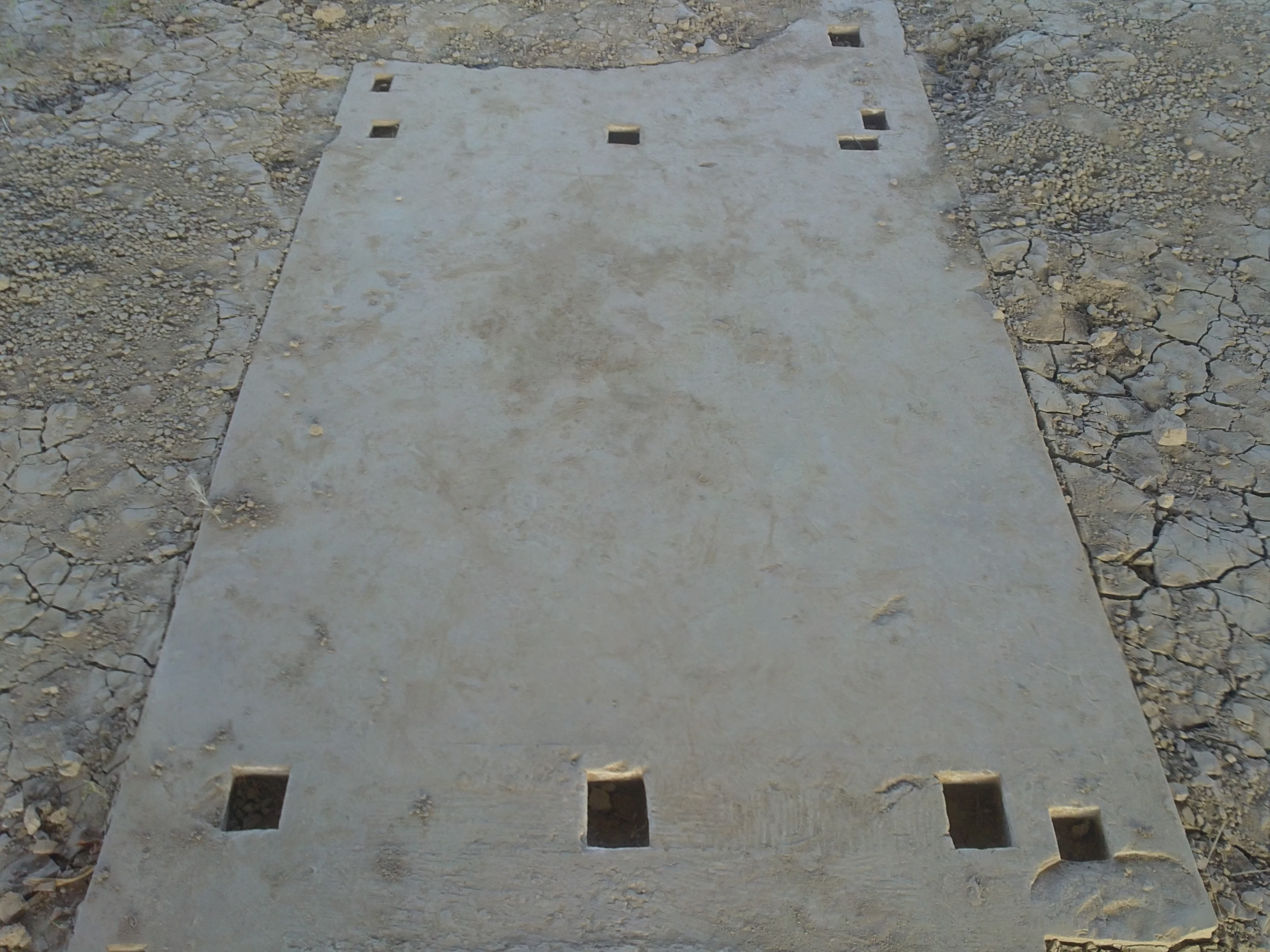
این کاخ که در اواخر سلطنت کوروش ساخته شده، از نظر حجاری و هنر معماری آن، چنان‌که از پایه ستون‌ها و اشیاء کشف شده برمی آید، قدیمی تر از بنای هخامنشی پاسارگاد است

بتن سبک برای اولین بار در جهان توسط کشور ما ساخته و در ۲۵۰۰ سال پیش در زمان هخامنشیان در کاخ کوروش در استان بوشهر در شهر برازجان مورد استفاده قرار گرفت. برای ساخت این نوع بتن، محصول از پیش ساخته شده را که با صمغ ترکیب نموده بودند، با استفاده از موادی مانند خون حیوانات و شاخ بز و گوسفند که از قبل ساییده شده بود ترکیب نموده و با کف حاصل بتن سبک را تولید می‌کردند. همچنین با کشف این اثر ملی که برای اولین بار توسط آقای دکتر علی اکبر سرفراز پدر باستان‌شناسی ایران کشف گردید می‌توان به صورت یقین اعلام داشت مخترع سیمان نیز، کشور ایران بوده و برای اولین بار در همان کاخ کوروش از آن استفاده گردیده است . 
با آغاز جدیدترین مرحله از کاوش و مطالعات مکتوب موجود، دست یابی به آثار معماری قابل توجهی در این محدوده با کاوش میدانی پیش بینی می‌شود.
با تحقیقات علمی و میدانی در محیط پیرامونی این کاخ، نشان می‌دهد که نمی‌توان آن را فقط یک بنای ییلاقی دانست و باید به دنبال یک مجموعه شهری هخامنشی در این محدوده باستانی بود که در دوره‌های مختلف بنا شده است.